# جاركو باسبالي
جاركو باسبالي (بالسيريلية الصربية: Жарко Паспаљ) مواليد 27 مارس 1966 في بلييفليا، جمهورية يوغوسلافيا الاشتراكية الاتحادية، هو لاعب كرة سلة صربي سابق بدأ مسيرته الاحترافية في سنة 1984. يبلغ طوله 6 قدم 9.5 بوصة (2.1 م). مثّل منتخب بلاده. شارك في دورة الألعاب الأولمبية الصيفية سنة 1988. حقق المركز الأول في بطولة أمم أوروبا لكرة السلة 1995. اعتزل اللعب في 1998.

## المسيرة الاحترافية
لعب مع سان أنطونيو سبرز في موسم 1989–1990، ثم لعب مع نادي أولمبياكوس لكرة السلة من سنة 1991 إلى 1994، ثم لعب مع نادي بانيونيس لكرة السلة في موسم 1995–1996، ثم لعب مع فيرتوس بالاكانسترو بولونيا في سنة 1998.

## الإنجازات

### النادي

#### نادي أولمبياكوس لكرة السلة
- الدوري اليوناني لكرة السلة (2): 1992-93، 1993–94

#### باريس باسكت ريسنغ
- الدوري الفرنسي لكرة السلة الدرجة الأولى (1): 1996-97

### المنتخب
- فاز ببطولة أمم أوروبا لكرة السلة 1989
- فاز ببطولة أمم أوروبا لكرة السلة 1991
- فاز ببطولة أمم أوروبا لكرة السلة 1995

## روابط خارجية
- جاركو باسبالي على موقع الاتحاد الدولي لكرة السلة (الإنجليزية)
- جاركو باسبالي على موقع إن بي أي (الإنجليزية)
- جاركو باسبالي على موقع سبورتس رفرنس (الإنجليزية)
- جاركو باسبالي على موقع كرة السلة الأوروبية.كوم (الإنجليزية)
- جاركو باسبالي على موقع ريلجم (الإنجليزية)
- جاركو باسبالي على موقع بروبوليرز (الإنجليزية)
- جاركو باسبالي على موقع سبورتس رفرنس (الإنجليزية)
- جاركو باسبالي على موقع أوليمبيديا (الإنجليزية)